# 1638 en science
| Années de la science : 1635 - 1636 - 1637 - 1638 - 1639 - 1640 - 1641    |
| Décennies de la science : 1600 - 1610 - 1620 - 1630 - 1640 - 1650 - 1660 |

Cet article présente les faits marquants de l'année 1638 en science.

## Événements
- 27 mars-8 juin : tremblements de terre (en) en Calabre[1].
- Avril : Georg Markgraf rejoint Willem Piso au Brésil. Ils mènent cinq expéditions scientifiques jusqu'en 1644 dont le compte-rendu, Historia Naturalis Brasiliae, est publié à Leyde en 1648[2].
- 21 décembre : éclipse totale de la pleine lune coïncidant avec le solstice observée par Pierre Gassendi à Digne[3] (1re occurrence depuis le début de l'ère commune).

## Publications
- Ulisse Aldrovandi
  - De piscibus libri V, et De cetis lib. unus, Bologne, 1638, posthume,
  - De animalibus insectis libri septem, cum singulorum iconibus ad vivum expressis, Bologne, 1638, posthume,
- Galilée : Discorsi e Dimonstrazioni matematiche intorno a due scienze attenanti alla mecanica ed i movimenti locali, Discours sur deux nouvelles sciences, un des ouvrages de base en mécanique.
- Giovanni Camillo Glorioso : Castigatio Io. Camilli Gloriosi adversus Scipionem Claramontium, Joseph de Neris, 1638.
- Francis Godwin : The Man in the Moone (L’homme dans la lune) roman posthume écrit vers 1620 et publié à Londres sous le pseudonyme de Domingo Gonzales.

## Naissances

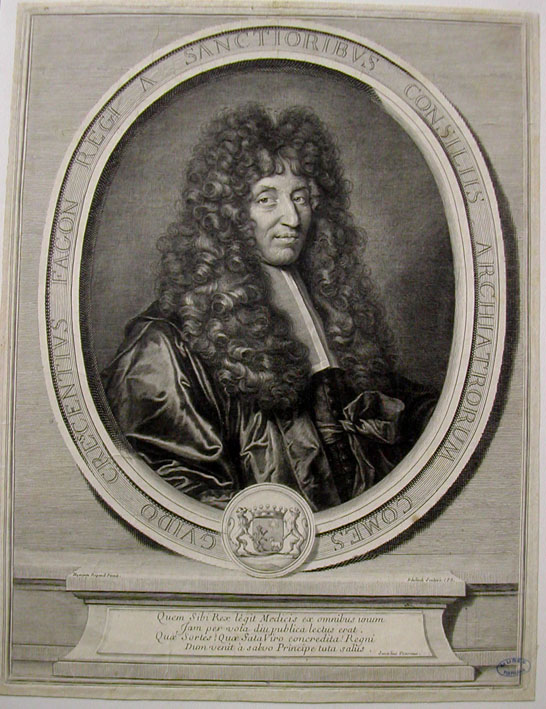
Guy-Crescent Fagon

- 10 janvier : Niels Stensen (mort en 1686), anatomiste et géologue d'origine danoise.
- 11 mai : Guy-Crescent Fagon (mort en 1718), médecin et botaniste français.
- 8 juin : Pierre Magnol (mort en 1715), botaniste français.
- 7 juillet : François Barrême (mort en 1703), mathématicien français.
- 22 août : Georg Christoph Eimmart (mort en 1705), dessinateur, graveur, mathématicien et astronome allemand.
- Novembre : James Gregory (mort en 1675), mathématicien et astronome écossais.

## Décès
- 26 février : Claude-Gaspard Bachet de Méziriac (né en 1581), mathématicien français.
- 14 septembre : Pierre Vernier (né en 1580), ingénieur militaire et mathématicien français.
- 21 octobre : Willem Blaeu (né en 1571), cartographe néerlandais[4].

- Honorat de Meynier (né en 1570), mathématicien et militaire catholique français.